# Culicoides latipennis
Culicoides latipennis är en tvåvingeart som beskrevs av Jean-Jacques Kieffer 1919. Culicoides latipennis ingår i släktet Culicoides och familjen svidknott.
Artens utbredningsområde är Ungern. Inga underarter finns listade i Catalogue of Life.